# Gambrinus (cerveja)

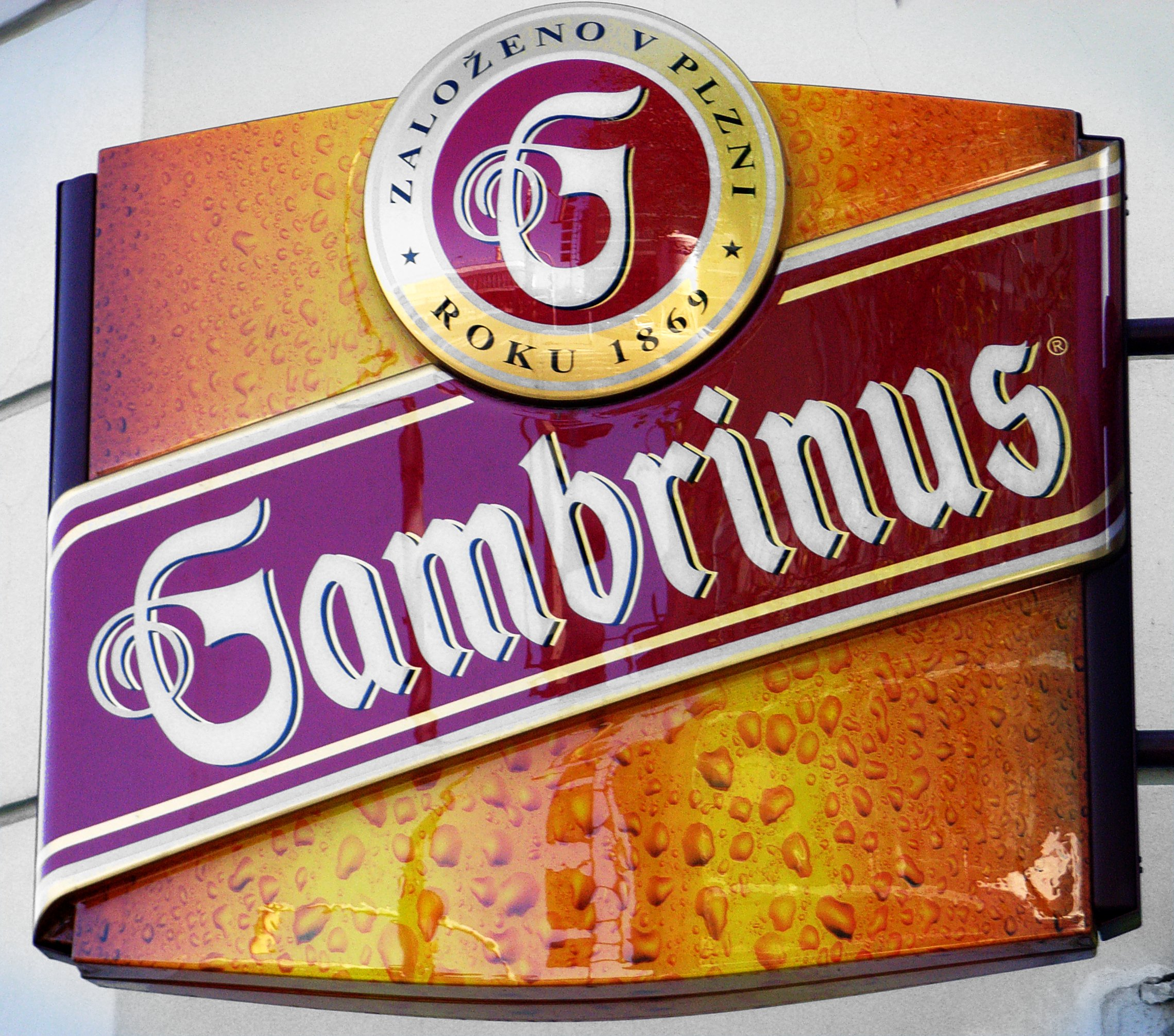
Propaganda em Karlsbad

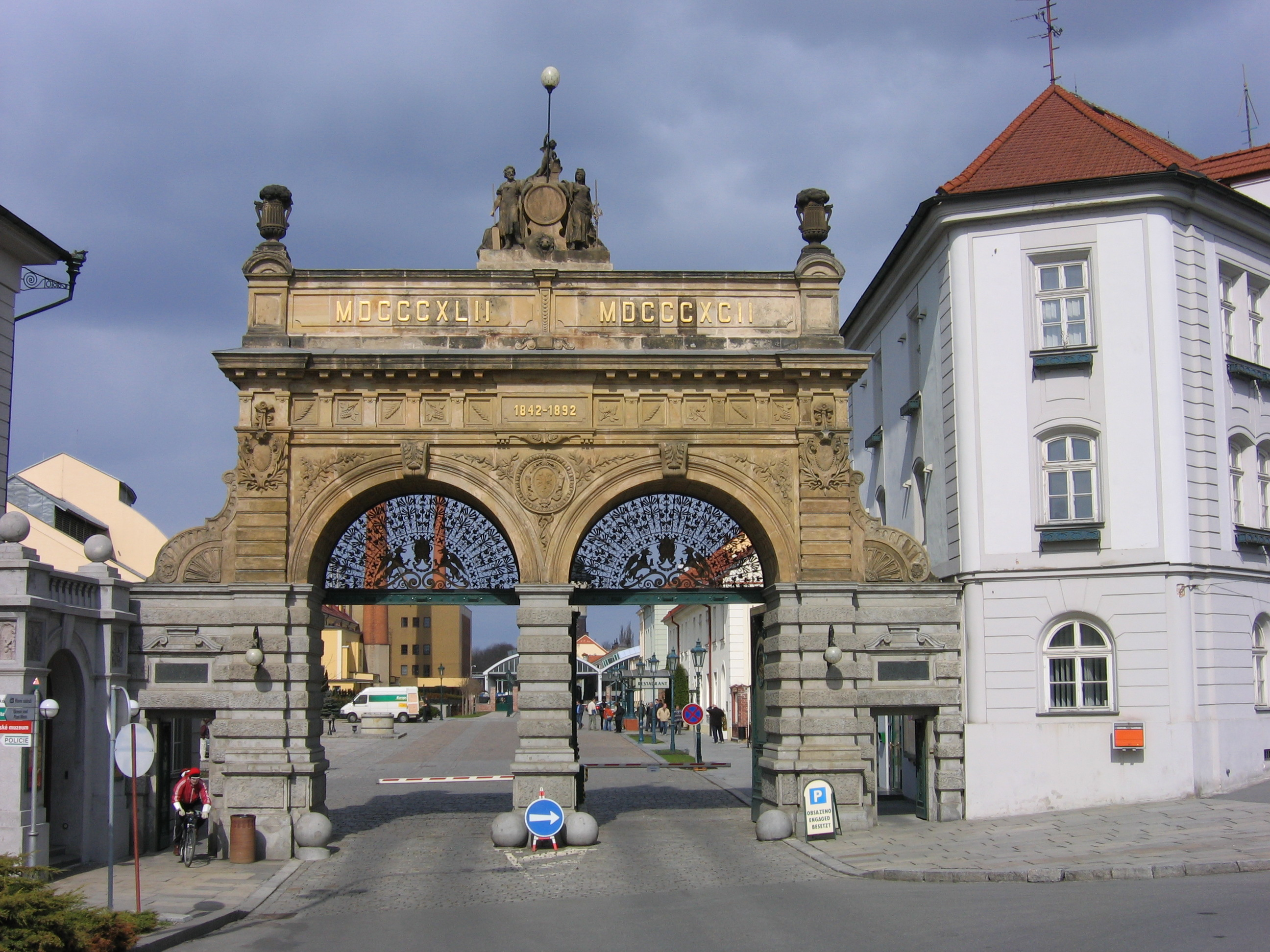
Portão de entrada da cervejaria

Gambrinus é uma marca de cerveja da República Checa. Assim como a Pilsner Urquell é produzida em Plzeň pela Cervejaria Pilsner Urquell. Gambrinus é uma pilsener, surgida em 1869. Anualmente são produzidos mais de 250 mil hectolitros anualmente.
A cervejaria original foi fundada em 1869. Seu nome origina-se de Gambrinus, o patrono (não-oficial) da cerveja.